# Đại học Sejong
Đại học Sejong (Hangul: 세종대학교, Hanja: 世宗大學校, Hán-Việt: Thế Tông Đại học hiệu) là một trường tư thục, nằm ở Seoul, Hàn Quốc. Đại học Sejong được thành lập kể từ năm 1940 lấy tên là Học viện Nhân văn Kyung Sung. Vào năm 1978, học viện được đổi tên thành Trường Đại học Sejong để tôn vinh vua Thế Tông, vị vua thứ tư của Nhà Triều Tiên và là người khai sinh ra bản chữ cái tiếng Triều Tiên (Hangeul). Đại học Sejong có 9 Trường đào tạo trình độ Đại học: Trường Nghệ thuật khai phóng (khoa học nhân văn), Trường Khoa học Xã hội, Trường Quản trị Kinh doanh, Trường Quản trị Khách sạn và Du lịch, Trường Khoa học tự nhiên, Trường Khoa học Đời sống, Trường Kỹ thuật Điện tử & Thông tin, Trường Kỹ thuật, Trường Nghệ thuật & Thể dục, và Khoa Giáo dục Tổng quát và có 7 Trường Sau đại học. Đại học Sejong được biết đến với vị trí về đào tạo ngành quản lý khách sạn và du lịch, múa, hoạt hình và thể dục nhịp điệu. Trường Nghệ thuật và Thể dục và Trường Quản trị Khách sạn và Du lịch được xếp hạng hàng đầu trong cả nước.

## Lịch sử

### Khởi đầu (1940-1987)

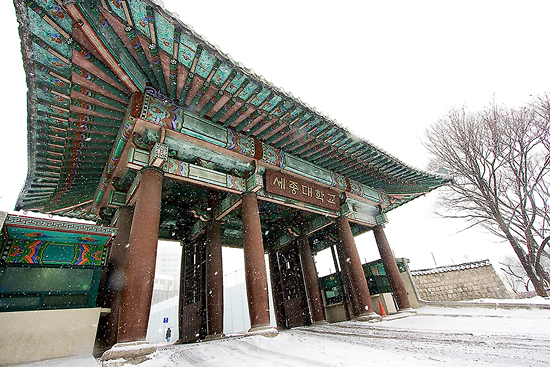
Cổng chính của trường

Lịch sử của Đại học Sejong bắt đầu vào tháng 5 năm 1940 khi Viện Nhân văn Kyung Sung được thành lập bởi Tiến sĩ Youngha Choo và Tiến sĩ Okja Choi. Năm 1947, viện này đã trở thành Học viện Phụ nữ Seoul, với Tiến sĩ Choo là Giám đốc đầu tiên; năm sau nó được tổ chức lại và trở thành một trường cao đẳng. Năm 1954, trường trở thành Trường Cao đẳng Sư phạm Nữ Soodo. Trường này đã trở thành một viện bốn năm vào năm 1961 và năm 1962 chuyển đến khuôn viên hiện tại ở Gunja-dong. Năm 1966, Trường đào tạo sau đại học được thành lập. Năm 1973, Bảo tàng Soodo (nay là Bảo tàng Đại học Sejong), được thành lập để lưu trữ các cổ vật cổ của người sáng lập, đã mở cửa cho công chúng. Vào năm 1979, trường Cao đẳng Sư phạm Nữ Soodo đã đổi tên thành Trường Cao đẳng Sejong lần đầu tiên và chấp nhận học sinh nam..

### 1987-2000
Vào tháng 10 năm 1987, trường đại học Sejong đã trở thành Đại học Sejong, gồm 5 trường đại học với số sinh viên đăng ký là 6.000 sinh viên. Năm 1996, Tiến sĩ Choo Myung-Gun trở thành Chủ tịch Hội đồng Quản trị. Cũng trong năm này, đã chứng kiến việc thành lập 3 trường Sau đại học mới (Graduate School of Information and Communication và Graduate School of Education) và 4 Khoa kỹ thuật mới (Kỹ thuật Điện tử, Kỹ thuật Kiến trúc, Kỹ thuật Xây dựng dân dụng, và Kỹ thuật máy tính) cũng như là một chương trình tiến sĩ ngành Quản lý khách sạn và các chương trình thạc sĩ về Quản trị công, Thống kê Ứng dụng và Kỹ thuật Máy tính. Tổng số sinh viên đăng ký tăng lên đến 7.000 học sinh vào học kỳ mùa thu năm 1997 và kể từ đó số sinh viên nhập học tăng lên khoảng 1.000 sinh viên mới mỗi năm. Năm 1998, Trường Đại học Du lịch và Khoa Kỹ thuật Sinh học được thành lập. Việc xây dựng bắt đầu từ năm tòa nhà mới, bao gồm Thư viện, Nhà nguyện, và các phòng thí nghiệm kỹ thuật.
Năm 1999, ba trường đại học mới được bổ sung: Kỹ thuật phần mềm, Khoa học và Công nghệ và Quản trị Nghệ thuật biểu diễn; Khoa kỹ thuật Vật liệu.
Trung tâm Nghiên cứu Vũ trụ Hàng không Sejong-Lockheed Martin được thành lập để thúc đẩy sự phát triển ngành công nghiệp hàng không vũ trụ của Hàn Quốc và các thỏa thuận tương tự để hợp tác trong việc phát triển khoa học và công nghệ đã được thực hiện với Hanaro Communication, Hansol PCS, Onse Truyền thông, và Công ty Chính.
Năm 2000 các trường Cao học Nghệ thuật Điện ảnh và Thiết kế Công nghệ được thành lập; Graduate School of Business Administration trở thành Trường cao học về Quản trị Kinh doanh Toàn cầu; Trường Cao đẳng Du lịch đã trở thành Trường cao đẳng Khách sạn và Du lịch. Thư viện mới mở ra, chứa hơn 400.000 cuốn sách; nó là thư viện WTO đầu tiên ở Hàn Quốc.

### Năm 2001-nay
Năm 2001, một mối quan hệ hợp tác đã được thành lập với Quỹ Khoa học và Văn hoá Hàn Quốc. Hai chương trình mới được dạy bằng tiếng Anh đã được mở ra: một chương trình Thạc sĩ Nghiên cứu Châu Á và chương trình Toàn cầu về M.B.A. cùng với Đại học Sejong và Đại học Syracuse ở Hoa Kỳ. Vào tháng 1 năm 2002, một Ban Cố vấn Phát triển Đại học, bao gồm các CEO của 30 công ty lớn của Hàn Quốc, được thành lập để tăng cường mối quan hệ của nhà trường với ngành công nghiệp. Năm 2002, Ủy ban Cải cách giáo dục chính thức trao tặng Đại học Sejong cho việc tái cơ cấu và đổi mới thành công trường đại học. Năm 2004, Bộ Giáo dục và Phát triển nguồn nhân lực đã công nhận Trường Đại học Sejong về thành tích xuất sắc, đổi mới và thành tích học tập. Trong năm 2007, Trường Kinh doanh Tốt nghiệp nhận được chứng nhận từ Hiệp hội các trường Đại học Cao cấp về Kinh doanh.

## Học thuật

### Trường đào tạo và chuyên ngành
Đại học Sejong có 9 trường và Khoa đào tạo đại học các ngành:
- Trường Nghệ thuật khai phóng
  - Ngôn ngữ và Văn học Hàn Quốc 
  - Ngôn ngữ và Văn học Anh
  - Ngôn ngữ và Văn học Nhật Bản 
  - Thương mại và Thương mại Trung Quốc 
  - Lịch sử 
  - Giáo dục
- Trường Khoa học Xã hội
  - Kinh tế và Thương mại 
  - Quản trị công 
  - Nghệ thuật truyền thông
- Trường Quản trị kinh Doanh
  - Quản trị Kinh doanh
- Trường Quản lý khách sạn và du Lịch
  - Quản lý khách sạn và du lịch 
  - Quản lý dịch vụ ăn uống 
  - Quản lý Nhà hàng Khách sạn, Nhà hàng và Du lịch 
  - Kinh doanh Nhà hàng Khách sạn
- Trường Khoa học tự nhiên
  - Toán học 
  - Thống kê ứng dụng 
  - Vật lý và Thiên văn học 
  - Hóa học
- Trường Khoa học đời sống
  - Khoa học và công nghệ thực phẩm 
  - Công nghệ sinh học 
  - Sinh học phân tử 
  - Kỹ thuật nguồn sinh học
- Trường Kỹ thuật điện tử và thông tin
  - Kĩ thuật điện tử 
  - Kỹ thuật Thông tin và Truyền thông 
  - Kỹ thuật Quang học 
  - Khoa học và Kỹ thuật Máy tính 
  - Bảo mật dữ liệu
  - Nội dung kỹ thuật số
- Trường Kỹ thuật tổng hợp
  - Kỹ thuật Kiến trúc 
  - Kiến trúc Kỹ thuật dân dụng và Môi trường 
  - Kỹ thuật Thông tin Địa lý 
  - Kỹ thuật Năng lượng và Khoáng sản
  -  Kỹ sư cơ khí 
  - Kĩ thuật hàng không vũ trụ 
  - Công nghệ Nano và Kỹ thuật Vật liệu Cao cấp 
  - Kỹ thuật Năng lượng Hạt nhân
- Trường nghệ Thuật và Thể dục
  - Vẽ
  - Thiết kế công nghiệp
  - Thiết Kế Thời Trang
  - Âm nhạc
  - Giáo dục thể chất
  - Nhảy
  - Phim Hoạt hình
  - Phim Nghệ thuật
- Khoa chính quy mở

### Graduate Schools
- Graduate School of Sejong University
- Graduate School of Business
- Graduate School of Public Policy
- Graduate School of Education
- Graduate School of Tourism
- Graduate School of Interdisciplinary Arts
- Graduate School of Industry

### Các chương trình Quốc tế
- Chương Trình Trao Đổi Sinh Viên
- Chương trình 2 văn bằng (Đại học Winchester, ANH; Thượng hải, Trungquốc)
- Chương trình Thạc sỹ kết hợp Sejong-Syracuse (Đại học Syracuse, Mỹ)
- Chương trình mùa hè (Đại học Johnson & Wales, Mỹ)
- Chương trình ngôn ngữ ngắn hạn (Đại học Maryl Hurst, Mỹ; Đại học Winchester, Anh quốc)

## Nghiên cứu
Trường đại học này đã công bố kế hoạch xây dựng một tổ hợp nghiên cứu bao gồm Viện Nghiên cứu Năng lượng Xanh (GERI) và Viện Nghiên cứu Kỹ thuật Thực vật (PERI) ở Gwangju, Gyeonggi-do.
Năm 2002, Bộ Khoa học và Công nghệ đã đặt tên Trung tâm Nghiên cứu Vật lý thiên văn của Đại học về Cấu trúc và Sự tiến hóa của Cosmos (ARCSEC) làm Viện Nghiên cứu Mới Tốt nhất và nhận được khoản tài trợ nghiên cứu 9 tỷ won trong thời gian 9 năm. Trong năm 2007, Molecular Cell phát hành bài báo đột phá của Tiến sĩ Soo-Jong Um và nhóm nghiên cứu của ông có tựa đề "Điều tiết hoạt động của SIRT1 Hợp tác với SIRT1 và tạo điều kiện thuận lợi để ngăn chặn hoạt động p53." Bài báo mô tả một protein hạt nhân và hoạt động bộ điều chỉnh SIRT1 (AROS). AROS là chất điều chỉnh SIRT1 trực tiếp đầu tiên được xác định là điều chế tăng trưởng theo trung gian p53. 
Trong năm 2009, Tiến sĩ Jaewoo Lee thuộc Khoa Thiên văn học và Không gian và nhóm của ông đã xuất bản một bài báo trên tạp chí Nature mang tựa đề "Sự phong phú bởi các sao siêu mới trong các cụm cầu với nhiều quần thể", giải thích quá trình hình thành các cụm cầu. Ông cũng trở thành nhà khoa học Hàn Quốc đầu tiên giành được quyền sử dụng Kính viễn vọng Hubble của NASA trong năm 2010. Trong năm 2009, Bộ Giáo dục, Khoa học và Công nghệ đã chọn Khoa Kỹ thuật Công nghệ Sinh học của Trường là một trong số những người nhận được tài trợ 1,2 tỷ Won một thời gian 5 năm để thực hiện một dự án nghiên cứu để phát triển một công nghệ đột phá. Nếu thành công, công nghệ mới sẽ cho phép các tế bào phân biệt hoàn toàn tách biệt (đảo ngược sự phát triển của tế bào) hoàn toàn khác nhau để biến chúng thành tế bào gốc, cho phép bệnh nhân sử dụng tế bào của mình để sửa chữa, ví dụ như gan bị tổn thương của chúng.
Tháng 5 năm 2010, Đại học Sejong được Bộ Kinh tế Tri thức đặt tên là Đại học Chuyên ngành Phát triển Tài nguyên theo sáng kiến của chính phủ nhằm phát triển một nhóm các chuyên gia về phát triển nguồn lực ở nước ngoài. Đại học sẽ nhận được khoản ngân sách 10 tỷ won từ chính phủ để phát triển và đào tạo chuyên gia nguồn lực. Bộ Năng lượng và Tài nguyên Khoáng sản đã được thêm vào để củng cố vị trí hàng đầu trong nghiên cứu phát triển nguồn lực trong nước. Bộ cung cấp ba chuyên ngành chính: Chính sách Thay đổi Khí hậu, Khoa học Thay đổi Khí hậu và Kỹ thuật Thay đổi Khí hậu. Vào tháng 9 năm 2010, Viện Nghiên cứu Graphene của Đại học Sejong đã được chọn là một trong những Trung tâm Nghiên cứu Ưu tiên do Quỹ Nghiên cứu Quốc gia Hàn Quốc thuộc Bộ Giáo dục và Khoa học và Công nghệ tài trợ và sẽ nhận được tài trợ 4,9 tỷ won trong 9 năm. Vào tháng 10 năm 2010, Đại học Sejong đã ký Biên bản ghi nhớ với Syngenta AG, một công ty kinh doanh nông nghiệp hàng đầu của Thụy Sĩ, để phát triển các giống cải tiến mới và tài năng nghiên cứu.
Vào tháng 12 năm 2010, Tiến sĩ Sung-Eun Kim thuộc Khoa Thiên văn học và Khoa học Vũ trụ được Bộ Giáo dục và Khoa học và Công nghệ (MoEST) của Tổ chức Nghiên cứu Quốc gia (NRF) của Hàn Quốc bình chọn là một trong những nhà khoa học nữ của năm. Cô nhận được sự công nhận vì sự đóng góp của cô vào khoa học, bao gồm 60 bài báo về Cloud Magellanic Cloud. 

## Bảng xếp hạng và chứng nhận
Năm 2001, JoongAng Daily, một trong những tờ nhật báo hàng đầu của đất nước, đã chọn Sejong là trường đại học "Được cải thiện đáng kể nhất" trong số 123 trường đại học ở Hàn Quốc. The Daily xếp hạng Đại học Sejong ở vị trí thứ 16 trong danh sách các trường đại học năm 2002. Trong năm 2008, Đại học Sejong được xếp thứ 9 trong số các trường đại học hàng đầu trong các trường đại học và top 4 trong các thành tựu nghiên cứu của khoa.
Vào tháng 4 năm 2007, Khoa Quản trị Kinh doanh trở thành Trường kinh doanh AACSB thứ tư được công nhận tại trường Đại học Quốc gia Seoul, Đại học Hàn Quốc và KAIST.
Trong Bảng xếp hạng Đại học Châu Á QS 2010: Top 200, Đại học Sejong được xếp hạng 181 trong số các trường đại học ở Châu Á và 39 ở Hàn Quốc.
Trong năm 2010, MoEST bình chọn Đại học Sejong là một trong những cải cách giáo dục đại học xuất sắc nhất.
Trong năm 2012, Đại học Sejong được xếp hạng 40 trong số các trường đại học tại Hàn Quốc bởi JoongAng Daily.
Trong năm 2013, trường đại học Sejong được JoongAng Daily xếp thứ 26 trong số các trường đại học ở Hàn Quốc.
Trong năm 2014, Đại học Sejong được xếp thứ 4 ở Hàn Quốc và số 24 tại Châu Á trong số các trường đại học vừa và nhỏ mà không có trường y khoa của Chosun Ilbo-QS
Năm 2015 Đại học Sejong được xếp thứ 4 ở Hàn Quốc và số 18 ở Châu Á trong số các trường đại học vừa và nhỏ mà không có trường y của Chosun Ilbo-QS

## Khuôn viên

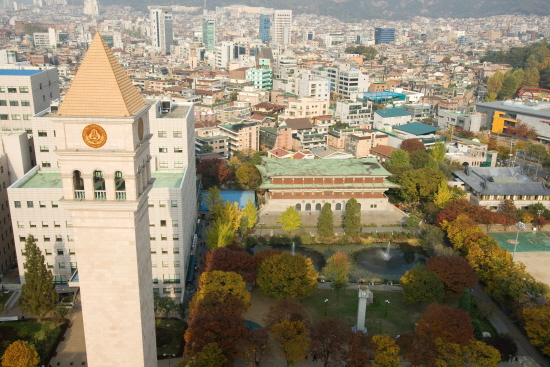
Khuôn viên

Đại học Sejong có diện tích 118.262 m2 nằm ở 98 Gunja-dong, Gwangjin-gu, phía Đông Seoul, phía bắc sông Hàn, thủ đô của Hàn Quốc. Nằm ngay bên cạnh Công viên Grand Park của Seoul, khuôn viên gồm 23 tòa nhà, bao gồm Tòa nhà Trường Tiểu học Sejong và Trung tâm Sinh viên. Khuôn viên này là nơi trưng bày các tòa nhà được xây dựng theo phong cách truyền thống của Hàn Quốc.
Khuôn viên có thể được sử dụng phương tiện giao thông công cộng bằng tàu điện ngầm và xe điện ngầm Metro.

### Trường tiểu học Sejong
Trường tiểu học Sejong (세종 초등학교), còn được gọi là trường tiểu học Trường Đại học Sejong (세종 대학교 부설 세종 초등학교), là một trường tiểu học tư lập do Đại học Sejong thành lập. Son Yeon Jae và nhiều cựu sinh viên nổi tiếng khác đã từng học ở đây.

### Bảo tàng Đại học Sejong

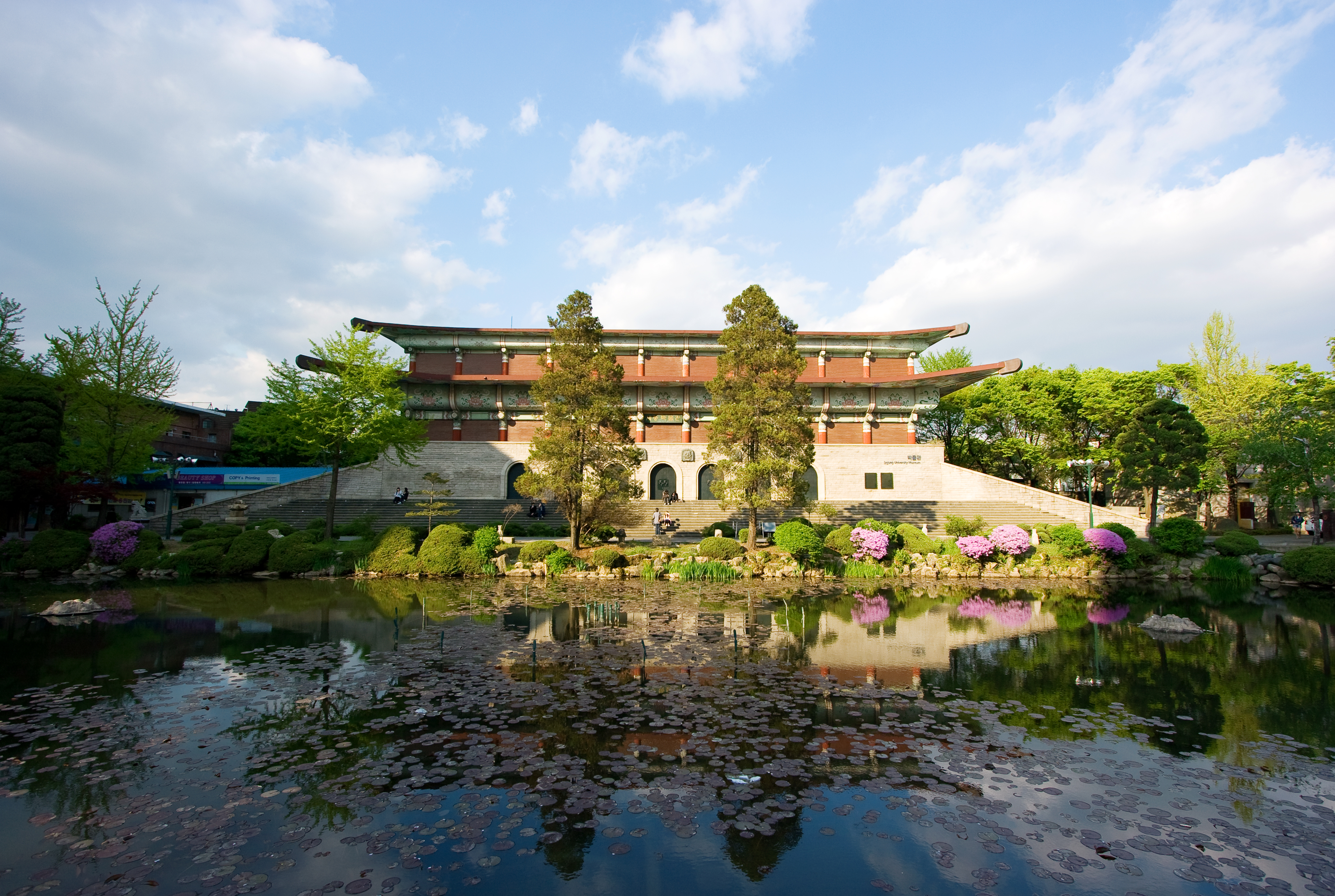
Phía trước bảo tàng

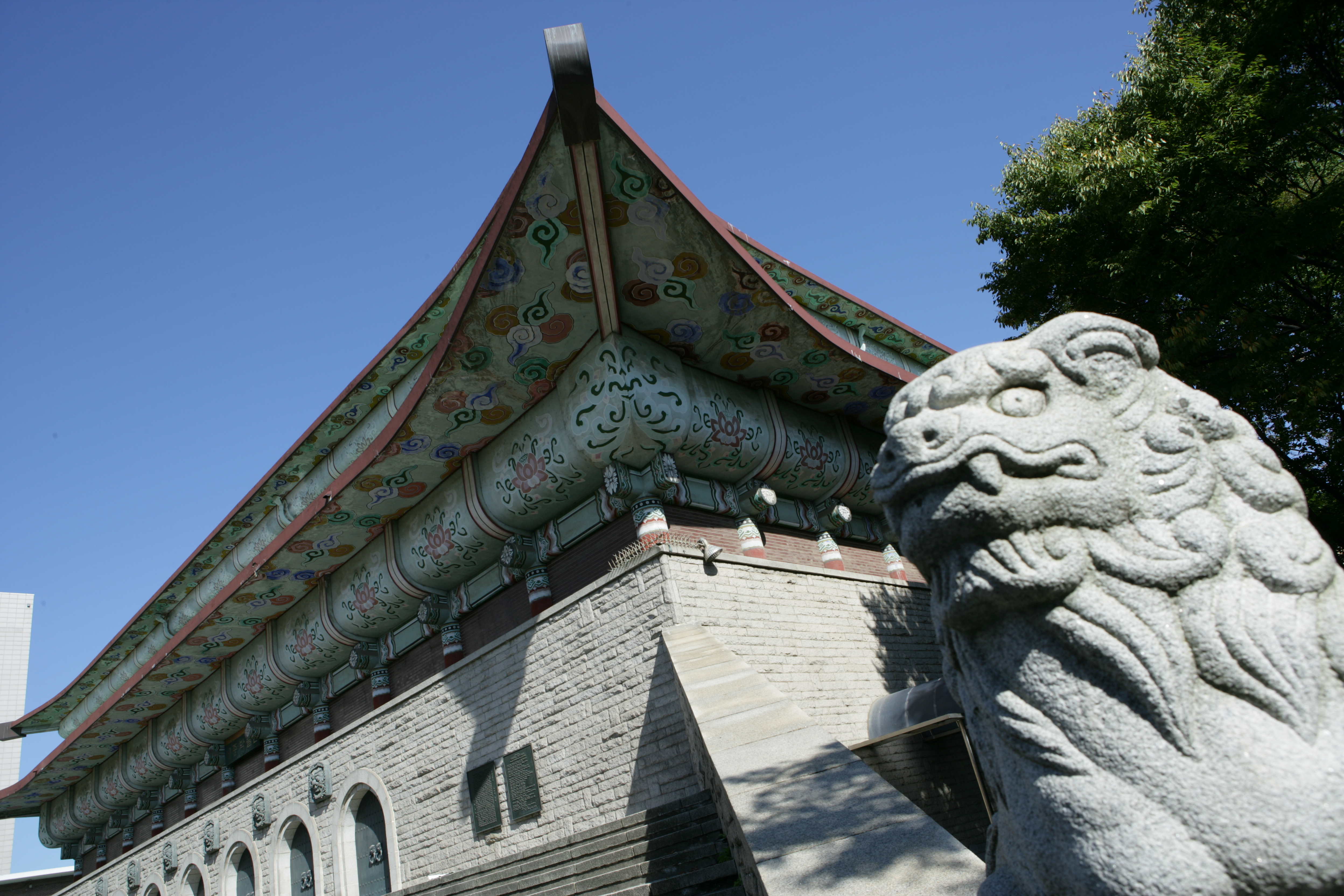
Một góc bảo tàng

Nằm ở phía đông của khuôn viên, Bảo tàng Đại học Sejong trưng bày một bộ sưu tập đồ tạo tác và đồ cổ do những người sáng lập của trường đại học thu thập. Họ đã được tặng cho trường đại học cho mục đích nghiên cứu học thuật. Lịch sử của bảo tàng bắt đầu từ năm 1959. Bảo tàng chuyển đến vị trí hiện tại vào năm 1979, khi bộ sưu tập chuyển từ vị trí ban đầu của nó tại khuôn viên ChoongMooRo. Bộ sưu tập này bao gồm các vương triều hoàng hậu, trang phục tòa án, đồ trang trí cá nhân, mặt dây chuyền, tranh mực in truyền thống của Hàn Quốc, thư pháp và đồ gốm. Bảo tàng tham gia vào các dự án khai quật. Bảo tàng mở cửa cho công chúng và việc nhập học miễn phí. Có một cái hồ nhỏ được đặt tên là 'Asadal' trước bảo tàng.

## Các hoạt động truyền thống và sinh viên
Đại học Sejong được đặt tên theo vua Sejong Đại Đế, vị vua thứ tư của triều đại Chosun, người đã giới thiệu Hangul, hệ thống bảng chữ cái ngữ âm bản địa cho tiếng Triều Tiên.
Đại học Sejong cung cấp 90 loại học bổng cho sinh viên, bao gồm Học bổng Sejong. Các cơ sở vật chất của học sinh bao gồm một hội trường hiệu suất đa năng 2.800 chỗ ngồi, sân thể thao chính, khu thể thao phức hợp, sân tennis, phòng khám sức khoẻ, nhà hàng, quán cà phê, cửa hàng cà phê, ngân hàng, bưu điện, hiệu sách, cửa hàng văn phòng phẩm và đại lý du lịch.
- Dae Dong Je

Dae Dong Je là một lễ hội đại học tổ chức vào tuần thứ tư của tháng 5 hàng năm để chào mừng sinh nhật của trường đại học. Các sinh viên ăn mừng với các sự kiện bao gồm các buổi hòa nhạc, biểu diễn nghệ thuật, liên hoan phim và triển lãm.
- Câu lạc bộ sinh viên

Có 45 câu lạc bộ.

## Những người nổi tiếng

### Cựu sinh viên
- Gong Hyo-jin, diễn viên
- Guus Hiddink, huấn luyện viên bóng đá[1]
- Han Ji-hye, diễn viên
- Jung Si-ah, diễn viên
- Kang In-soo, ca sĩ
- Kang Shin-hyo, diễn viên
- Kim Bo-mi, diễn viên, ca sĩ (M.I.L.K.)
- Kim Hee-chan, diễn viên
- Kim Sung-eun (sinh 1983), diễn viên
- Kyeon Mi-ri, diễn viên, ca sĩ
- Lee Ah-hyun, diễn viên
- Lee Da-hee, diễn viên
- Lee Joon-ik, đạo diễn
- Lee Se-eun, diễn viên
- Lee Seo-won, diễn viên
- Moon Hyun-seong, đạo diễn
- Oh Chang-seok, diễn viên
- Park Hee-von, diễn viên, ca sĩ (M.I.L.K.)
- Park Sung-woo, Produce 101 Season 2
- Shim Ji-ho, diễn viên
- Shin Hye-sun, diễn viên
- Shin Soo-ji, vận động viên thể dục nhịp điệu
- Son In-young, biên đạo múa
- Song Hye-kyo, diễn viên
- Yang Seung-ho, ca sĩ (MBLAQ)
- Yeon Woo-jin, diễn viên
- Yoo Ha, đạo diễn, nhà thơ, nhà viết kịch
- Yoo Yeon-seok, diễn viên
- Yoon Jin-yi, diễn viên
- Yoon Young-ah, diễn viên
- Kim Chung-ha, ca sĩ

## Các tổ chức liên kết

### Thư viện Đại học Sejong
Được thành lập vào năm 1947, thư viện đã được cải tạo thành một tòa nhà 12 tầng vào năm 2000. Nó chứa 840.000 cuốn sách, 1500 đăng ký tạp chí, 20.000 e-journals và 23.000 e-book. Nó có phòng đọc với 3.200 chỗ ngồi và các khu vực học tập. Đây là thư viện WTO đầu tiên ở Hàn Quốc.

### Trung tâm giáo dục thường xuyên
Trung tâm giáo dục thường xuyên bổ sung cho giáo dục do các trường đại học cung cấp và cung cấp các cơ hội học tập cởi mở và suốt đời. Chương trình này dành cho Chương trình Toàn cầu về Sejong dành cho Học tập ở nước ngoài, Chương trình Chuyên sâu về Khóa học Đại lý Casino, Nội dung kỹ thuật số, Kinh doanh Ẩm thực và Thực phẩm, Kinh doanh Khách sạn, Thể dục, Âm nhạc và Piano.

### Trung tâm Dịch vụ và Công nghệ thông tin
Trung tâm Dịch vụ Thông tin và Công nghệ Thông tin (ITSC) cung cấp hỗ trợ công nghệ thông tin và các dịch vụ liên quan cho tất cả sinh viên, giảng viên và nhân viên của Sejong. Hỗ trợ và dịch vụ bao gồm vận hành và bảo trì cơ sở hạ tầng CNTT như mạng dây và không dây tiên tiến, máy chủ... bảo vệ các hệ thống hành chánh và hàn lâm và dữ liệu, phát triển và vận hành hệ thống thống nhất về công nghệ thông tin của trường đại học.

### Viện ngôn ngữ quốc tế Sejong
491/5000
Viện Ngôn ngữ Quốc tế Sejong cung cấp các chương trình ngôn ngữ cho ba ngôn ngữ: tiếng Hàn, tiếng Anh và tiếng Trung. Các chương trình ngôn ngữ được cung cấp là các chương trình tiếng Hàn ở sáu cấp độ (người mới bắt đầu, trung cấp và cao cấp); Tiếng Anh như các chương trình ngôn ngữ thứ hai (Anh văn chuyên sâu, Anh văn về kỹ năng giao tiếp toàn cầu trong kinh doanh, và tiếng Anh cho các nhà lãnh đạo toàn cầu); Các chương trình học tiếng Trung (lớp nhân vật Trung Quốc và Trung Quốc về kỹ năng giao tiếp trong kinh doanh).